# Tatra T3M.3

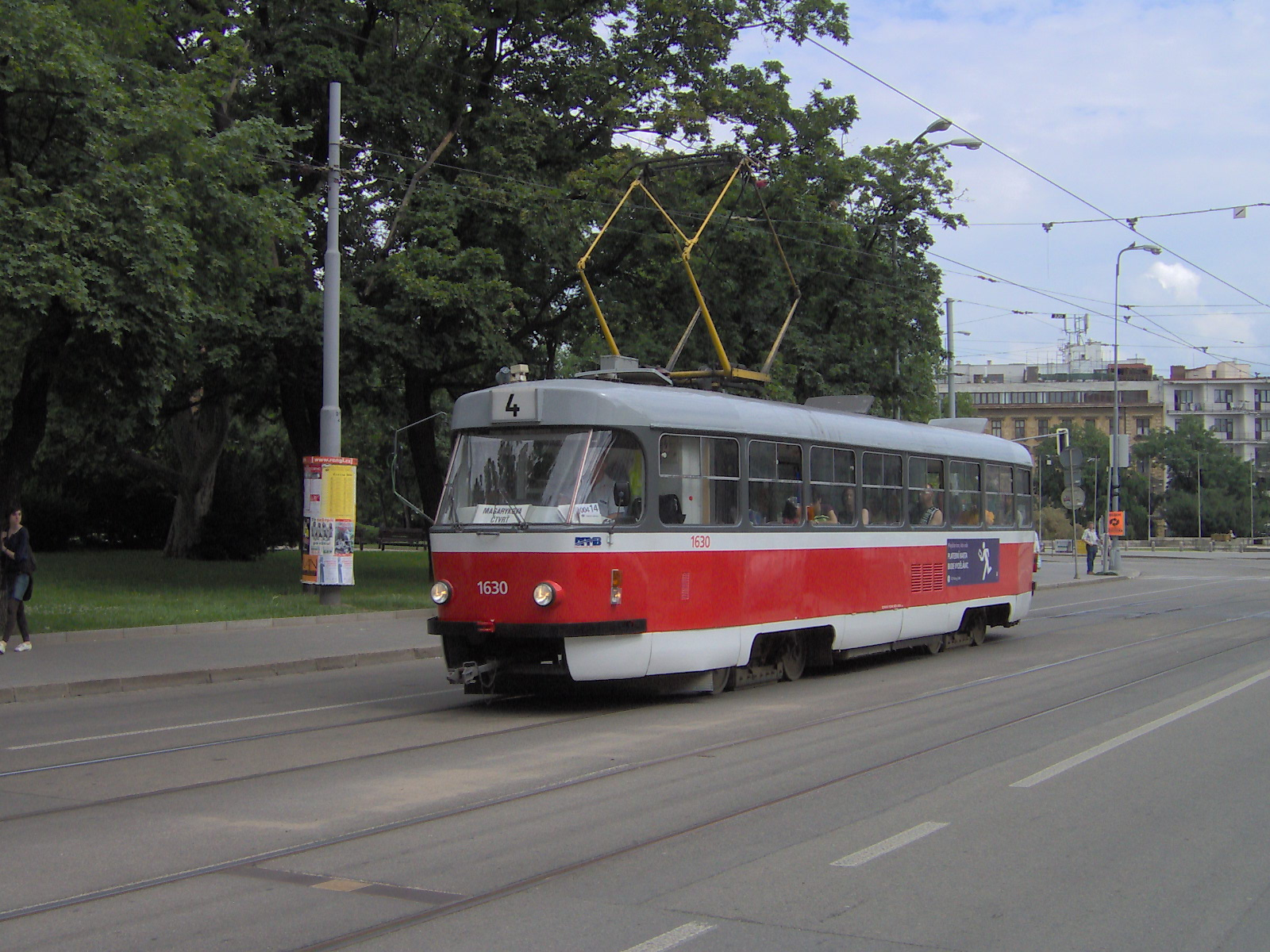
Jedna ze dvou brněnských tramvají T3M.3 (v Brně jsou označovány jako T3T)

Tatra T3M.3 (v Brně označení Tatra T3T) a Tatra T3M.4 jsou typy modernizovaných československých tramvají Tatra T3.

## Historie
Firma ČKD Trakce, která v 90. letech 20. století vyráběla pro tramvajové modernizace výzbroj TV8, dokončila vývoj nové elektrické výzbroje typu TV14 na začátku roku 1997. Ta měla být určena jak pro rekonstruovaná vozidla, tak i pro nové tramvaje. První dva kusy výzbroje byly namontovány už na jaře téhož roku do dvou mosteckých vozů T3SUCS. Po relativně krátkých zkouškách se mostecký dopravní podnik rozhodl osadit tuto výzbroj do všech vozů T3. Poslední tramvaje byly modernizovány v roce 2001. Na typ T3M.3 (respektive T3M.4) byly tramvaje rekonstruovány ještě v Brně a Olomouci.
Rozdíl mezi typovým označením T3M.3 (Brno – zde jsou vozy označovány jako T3T, Most a Litvínov) a T3M.4 (Olomouc) je způsoben rozdílným typem použitých měničů.

## Modernizace
Spojovacím prvkem rekonstrukcí je použití elektrické výzbroje TV14 s IGBT tranzistory, která je ještě hospodárnější než její předchůdce typ TV8. V Mostě a Olomouci byly vozy při této příležitosti ještě celkově zmodernizovány (např. oprava vozové skříně, nový interiér).

## Provoz
Modernizace na typy T3M.3 a T3M.4 probíhaly v letech 1997 až 2001.

## Dodávky tramvají
| Současný stát | Město          | Článek | Typ         | Roky modernizací | Počet vozů | Evidenční čísla po rekonstrukci | Poznámky                                   | Zdroj |
| ------------- | -------------- | ------ | ----------- | ---------------- | ---------- | ------------------------------- | ------------------------------------------ | ----- |
| Česko         | Brno           | článek | T3T (T3M.3) | 1999             | 2          | 1627, 1630                      | Oba vozy odstaveny v dubnu 2018.           | [ 2 ] |
| Česko         | Most, Litvínov | článek | T3M.3       | 1997 – 2001      | 35         | viz přehled                     | Vůz 361 byl v roce 2009 vyřazen po nehodě. | [ 3 ] |
| Česko         | Olomouc        | článek | T3M.4       | 1999 – 2000      | 2          | 152, 161                        | Vozy byly vyřazeny na začátku roku 2013.   | [ 5 ] |

Čísla vozů
- Most, Litvínov: 204, 205, 222, 236, 237, 240–248, 254, 257, 260, 261, 275, 282, 283, 300–313